# Подих (фільм)
«Подих» (нім. Atmen) — драматична стрічка Карла Марковіца, яка стала лауреатом багатьох кінопремій, зокрема фільм отримав статуетку «Скіфський олень» на 41-му Київському міжнародному кінофестивалі «Молодість».

## Сюжет
Роман Коглер — 19-річний засуджений, у якого з'явився шанс вийти достроково. Йому необхідно лише влаштуватися на роботу. Та він нічого не вміє робити: виріс у дитбудинку, а підлітком потрапив у колонію, тому влаштуватися на металообробний завод Роману не вдалося.
У бюро ритуальних послуг не ставили багато запитань, Романа швидко приймають. Одного дня йому довелося перевозити труп жінки з таким же прізвищем як і в нього. Це спіткало юнака через Службу в справах дітей розшукати адресу власної матері. Прослідкувавши за нею до торговельного центру, він бачить її на одному із ліжку. При знайомстві він каже, що працює інструктором з підводного плавання, багато подорожує. Допомігши принести матрац додому мамі, Карін розповіла, що Роман потрапив у дитбудинок, бо вона придушила його в дитинстві, щоб той перестав плакати.
Стрічка закінчується позитивним рішенням, щодо дострокового звільнення. Роман іде на могилу Мартіна Ступпека — його жертви.

## У ролях
| Актор           | Персонаж       | Роль                               |
| --------------- | -------------- | ---------------------------------- |
| Томас Шуберт    | Роман Коглер   | засуджений                         |
| Георг Фрідріх   | Рудольф Кінаст | працювник похоронного бюро         |
| Герхард Лібманн | Волтер Факлер  | наглядач Романа                    |
| Карін Лишка     | Маргіт Коглер  | мати Романа                        |
| Стефан Матуш    | Герхард Шорн   | керівник Романа у похоронному бюро |
| Луна Мийович    | Мона           | дівчина з потягу                   |

## Створення фільму

### Виробництво
Зйомки фільму проходили в Відні, Австрія.

### Знімальна група
- Кінорежисер — Карл Марковіц
- Сценарист — Карл Марковіц
- Кінооператор — Мартін Гшлахт
- Кіномонтаж — Аларіх Ленц
- Композитор — Херберт Тукмандль
- Художник по костюмах — Катерина Сепек
- Підбір акторів — Ніколь Шмід[4].

## Сприйняття

### Критика
Фільм мав позитивні відгуки. На сайті Rotten Tomatoes оцінка фільму становить 88 % на основі 17 відгуків від критиків (середня оцінка 7,3/10) і 76 % від глядачів із середньою оцінкою 3,7/5 (618 голосів). Фільму зарахований «стиглий помідор» від кінокритиків та «попкорн» від глядачів, Internet Movie Database — 7,0/10 (2 361 голоси), Metacritic — 66/100 (8 відгуків критиків).

### Номінації та нагороди
| Нагороди та номінації фільму «Подих» | Нагороди та номінації фільму «Подих»                   | Нагороди та номінації фільму «Подих» | Нагороди та номінації фільму «Подих»           | Нагороди та номінації фільму «Подих» | Нагороди та номінації фільму «Подих» |
| Рік                                  | Кінофестиваль/кінопремія                               | Категорія/нагорода                   | Номінант                                       | Результат                            |                                      |
| ------------------------------------ | ------------------------------------------------------ | ------------------------------------ | ---------------------------------------------- | ------------------------------------ | ------------------------------------ |
| 2011                                 | Міжнародний кінофестиваль у Барі                       | Нагорода у міжнародному змаганні     | Карл Марковіц                                  | Перемога                             |                                      |
| 2011                                 | Camerimage                                             | Найкращий режисерський дебют         | Карл Марковіц                                  | Перемога                             |                                      |
| 2011                                 | Каннський кінофестиваль                                | Label Europa Cinemas                 | Карл Марковіц                                  | Перемога                             |                                      |
| 2011                                 | Каннський кінофестиваль                                | Золота камера                        | Карл Марковіц                                  | Номінація                            |                                      |
| 2011                                 | Європейський кіноприз                                  | Європейське відкриття року           | Карл Марковіц                                  | Перемога                             |                                      |
| 2011                                 | Jameson CineFest — Miskolc International Film Festival | Нагорода критиків                    | Карл Марковіц                                  | Перемога                             |                                      |
| 2011                                 | Jameson CineFest — Miskolc International Film Festival | Приз Емеріха Прессбургера            | Карл Марковіц                                  | Перемога                             |                                      |
| 2011                                 | Jameson CineFest — Miskolc International Film Festival | Приз екуменічного журі               | Карл Марковіц                                  | Перемога                             |                                      |
| 2011                                 | «Молодість»                                            | Приз ФІПРЕССІ                        | Карл Марковіц                                  | Перемога                             |                                      |
| 2011                                 | «Молодість»                                            | Скіфський олень                      | Карл Марковіц                                  | Перемога                             |                                      |
| 2011                                 | Ольденбурзький кінофестиваль                           | Нагорода глядачів                    | Карл Марковіц                                  | Номінація                            |                                      |
| 2011                                 | Ольденбурзький кінофестиваль                           | Найкращий німецький фільм            | Карл Марковіц                                  | Номінація                            |                                      |
| 2011                                 | Сараєвський кінофестиваль                              | Найкращий актор                      | Томас Шуберт                                   | Перемога                             |                                      |
| 2011                                 | Сараєвський кінофестиваль                              | Найкращий фільм                      | Карл Марковіц                                  | Перемога                             |                                      |
| 2011                                 | Варшавський міжнародний кінофестиваль                  | Змагання 1-2                         | Карл Марковіц                                  | Номінація                            |                                      |
| 2011                                 | Міжнародний кінофестиваль у Сан-Паулу                  | Нагорода міжнародного журі           | Карл Марковіц                                  | Перемога                             |                                      |
| 2011                                 | Кінофестиваль у Цюриху                                 | Найкращий фільм німецькою мовою      | Карл Марковіц                                  | Перемога                             |                                      |
| 2012                                 | Австрійська кінонагорода                               | Найкращий режисер                    | Карл Марковіц                                  | Перемога                             |                                      |
| 2012                                 | Австрійська кінонагорода                               | Найкращий актор                      | Томас Шуберт                                   | Перемога                             |                                      |
| 2012                                 | Австрійська кінонагорода                               | Найкращий сценарій                   | Карл Марковіц                                  | Перемога                             |                                      |
| 2012                                 | Австрійська кінонагорода                               | Найкраща музика до фільму            | Херберт Тукмандль                              | Перемога                             |                                      |
| 2012                                 | Австрійська кінонагорода                               | Найкращий художній фільм             | Карл Марковіч, Дітер Похлатко, Ніколаус Вісіяк | Перемога                             |                                      |
| 2012                                 | Австрійська кінонагорода                               | Найкращий кіномонтаж                 | Аларіх Ленц                                    | Перемога                             |                                      |
| 2012                                 | Міжнародний кінофестиваль у Барі                       | Міжнародні змагання                  | Карл Марковіц                                  | Перемога                             |                                      |
| 2013                                 | Chlotrudis Awards                                      | Закопаний скарб                      | «Подих»                                        | Номінація                            |                                      |